# مومیایی (فیلم ۲۰۱۷)
مومیایی (به انگلیسی: The Mummy) یک فیلم اکشن-ماجراجویی فانتزی آمریکایی به کارگردانی الکس کورتزمن و نویسندگی دیوید کپ، کریستوفر مک‌کوری و دیلن کاسمن است. که به عنوان نسخه بازراه‌اندازی شده فیلمی به همین نام در سال ۱۹۹۹ محسوب می‌شود. از بازیگران این فیلم می‌توان به تام کروز، سوفیا بوتلا، آنابل والیس، جیک جانسون، کورتنی بی. ونس و راسل کرو اشاره کرد. مومیایی توسط یونیورسال استودیوز در تاریخ ۹ ژوئن ۲۰۱۷ در ایالات متحده اکران شد.
مومیایی در ۲۲ مه ۲۰۱۷ در سینمای دولتی سیدنی استرالیا به نمایش درآمد و در ۹ ژوئن ۲۰۱۷ در ایالات متحده اکران شد. به‌طور کلی نقدهای منفی منتقدان دریافت کرد و ۴۱۰ میلیون دلار در سرتاسر جهان فروخت و به دلیل هزینه‌های بالای تولید و بازاریابی، ۹۵ میلیون دلار از دست داد و به یک بمب گیشه تبدیل شد.

## داستان
یک شاهدخت مصری بانام آمنا (سوفیا بوتلا) جانشین پدرش در مصر باستان است اما پس از تولد برادرش این عنوان از او گرفته می‌شود او با شیطان پیمان می‌بندد و پدر و برادرش را می‌کشد اما محافظان موفق به دستگیری او می‌شوند و او را در یک دخمه، در عمق یک بیابان دور از مصر دفن می‌کنند که عراق امروزی است.
گروهی از محققین به سرپرستی باستان‌شناسی به نام جنی هالسی و با کمک یک نظامی به نام نیک مورتون این مقبره را در عراق پیدا می‌کنند.
حالا این شاهزاده که سرنوشتش ناعادلانه از او گرفته شده، به دنبال خروج تابوتش توسط گروهی از محققین، در عصر حاضر بیدار می‌شود و با خودش شرارتی باستانی فراتر از درک بشر به ارمغان می‌آورد. این شاهزاده با بیدار شدنش، از شن‌های داغ بیابان‌های خاورمیانه سوغاتی عجیب و وحشتناک برای مردم لندن امروز می‌برد و پنجره‌ای جدید رو به دنیای خدایان و هیولاها باز می‌کند، اما حاملان تابوت این موضوع را نمی‌دانند.
تا این که هواپیما دچار سانحه می‌شود، هواپیمای حامل تابوت در نزدیکی لندن سقوط می‌کند و نیک موفق می‌شود جنی را نجات دهد و خودش هم کشته می‌شود اما نیک در سردخانه دوباره زنده می‌شود، چندی پیش هم در لندن یک مقبره مربوط به نیروهای صلیبی پیدا شده بود که خنجر مقدس در آن بود محل سقوط هم نزدیکی همان مقبره است نیک به همراه جنی به محل سقوط مراجعه می‌کند. آمنا که زنده شده خنجر را می‌یابد و می‌خواهد خنجر را در قلب نیک مورتون فرو اما سنگی که به خنجر قدرت می‌داد در دسته خنجر نیست. نیک و جنی موفق به فرار می‌شوند و توسط افراد دکتر هنری جکیل بازداشت می‌شوند.
دکتر جکیل در محل تحقیقات خود به آن‌ها توضیح می‌دهد که نیک گرفتار یک طلسم شده و برای همین از سقوط جان سالم به در برده‌است. همچنین او با تزریق جیوه قصد کشتن آمنا را دارد. نیک می‌فهمد جکیل می‌خواهد او را بکشد با او درگیر می‌شود در همین حال آمنا هم موفق به فرار می‌شود.
نیک و جنی هم از آن محل فرار می‌کنند و در راه‌های فاضلاب با آمنا درگیر می‌شوند جنی کشته می‌شود، نیک که می‌بیند چاره ای ندارد خودش خنجر قدرت بخش را در بدنش فرومی‌کند و به قدرتی افسانه ای می‌رسد سپس آمنا را می‌کشد او جنی را هم زنده می‌کند و از آن محل فرار می‌کند.
در پایان نیک برای اکتشاف بیشتر در مورد قدرتش به بیابان‌های خاورمیانه سفر می‌کند.

## بازیگران
- تام کروز در نقش نیک مورتون
- آنابل والیس در نقش جنی هالسی
- سوفیا بوتلا در نقش آمنا
- جیک جانسون در نقش کریس وایل
- کورتنی بی. ونس در نقش کلنل گرینوی
- راسل کرو در نقش دکتر جکیل
- مروان کنزاری در نقش مالک
- خاویر بوتت در نقش ست
- سیلوا راسینگام در نقش فرعون
- چستی بالستروس

## بازخوردها
مومیایی به‌طور کلی نقدهای منفی از منتقدان دریافت کرد. در راتن تومیتوز، این فیلم بر اساس ۳۱۴ نقد، ۱۵٪ محبوبیت دارد، با میانگین امتیاز ۴٫۲ از ۱۰ است. در متاکریتیک، فیلم بر اساس ۴۴ منتقد، میانگین وزنی امتیاز ۳۴ از ۱۰۰ را دارد که نشان‌دهنده «بررسی‌های عموماً نامطلوب» است. تماشاگران مورد نظر سینماسکور به فیلم نمره متوسط "B-" در مقیاس A+ تا F دادند، در حالی که پست‌ترک گزارش داد که تماشاگران فیلم به آن نمره کلی ۷۰٪ مثبت داده‌اند.

### گیشه
مومیایی ۸۰٫۲ میلیون دلار در ایالات متحده و کانادا و ۳۲۹٫۸ میلیون دلار در مناطق دیگر به دست آورد که مجموعاً ۴۱۰ میلیون دلار در سراسر جهان است. با توجه به هزینه تولید و بازاریابی ترکیبی ۳۴۵ میلیون دلاری، تخمین زده شد که فیلم باید ۴۵۰ میلیون دلار بفروشد تا به نتیجه برسد، و در نهایت بین ۶۰ تا ۱۰۰ میلیون دلار استودیو را از دست داد.